# Microsciurus alfari
Microsciurus alfari — це невелика деревна вивірка роду Microsciurus та триби Sciurini, що мешкає в Колумбії, Коста-Риці, Нікарагуа та Панамі. Жоден вид із цього роду не занесений до списку зникомих, проте їх рідко можна побачити, оскільки вони надзвичайно невловимі. Це говорить про те, що чисельність їхньої популяції може бути більшою, ніж задокументовано.

## Морфологічні характеристики
Microsciurus alfari за розмірами близькі до вивірки рудої, з довжиною голови й тулуба близько 15 см та хвостом 12 см. Більша частина їхнього тіла має темний, оливково-зелений та коричневий колір з червонувато-коричневим забарвленням голови. Низ голови та кінцівок може мати колір від жовтувато-сірого до коричнево-сірого.

## Середовище
Зазвичай вони населяють тропічні дощові ліси, віддаючи перевагу густим лісам, особливо тим, що мають ліани в підліску, що дозволяє їм спускатися на землю та швидко рятуватися від хижаків. Мешкає від низовин до 2600 метрів. Серйозні загрози невідомі. Однак вид не переносить сильної вирубки лісів.

## Спосіб життя
Microsciurus зазвичай дуже сором'язливі та ведуть одиночний спосіб життя. Хоча вони ведуть денний спосіб життя, мисливці спостерігали деяких білок вночі, що свідчить про певний рівень нічної активності. Через їхній невеликий розмір, тьмяне забарвлення та швидкість їх важко знайти, зловити або навіть спостерігати. Раціон цих вивірок, найімовірніше, схожий на раціон звичайних травоїдних тварин і складається з насіння, зерна та горіхів, включаючи горіхи пальми Phytelephas, на якій вони мешкають.